# 趙衰白泥介
趙衰白泥介（学名：Argilloecia chaotsuei）为海星介科白泥介屬下的一个种。

## 形态特征
殼體呈扁圓形或香腸形，肥胖，前後兩緣圓弧形，前端大於後端，後緣的上端常有小窄褶，是其主形態特徵。殼體爲小香腸形或扁餅的斷面觀，稍微拱起，前、後兩端突出，但前端稍大於後端，殼表光滑，鼓脹。背緣爲緩慢的弧形，腹緣的中央附近稍向內凹，前後兩端突出。前緣突出，末端向前下緣突出。後緣爲圓弧，其背側有一個褶邊。

## 地理分布[3]
- 台湾恒春半岛恒春镇大南湾马鞍山泥岩(上新世)
- 台湾恒春半岛恒春镇四沟里四沟层(晚更新世)
- 台湾高雄市盐埕区建筑工地现代泻湖型沉积层(现代)
- 台湾嘉义县石硦村石硦桥沄水溪层(上新世)
- 台湾嘉义县中埔乡中埔村六崁下寮层(上新世)